# Les Champs-Géraux
Les Champs-Géraux (tiếng Breton: Maez-Geraod, Gallo: Lez Chaunt-Jéraud) là một xã của tỉnh Côtes-d’Armor, thuộc vùng Bretagne, tây bắc Pháp.

## Dân số
Người dân ở Les Champs-Géraux được gọi là Campogérosiens.